# 通風車

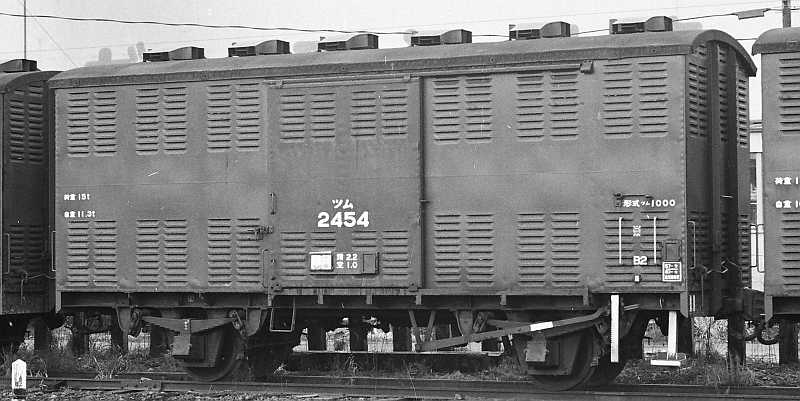
国鉄ツム1000形通風車 ツム2454

通風車（つうふうしゃ）とは、貨車の車種の一つである。

## 概要
通風車は1916年頃にワ19110号形9トン有蓋貨車改造で50両を製造したのちのツ1形を使用した実用試験が行われ誕生した。
1928年（昭和3年）5月の車両称号規程改正により通風車は「ツ」と定められた。称号規程改正前は「ツ」は土運車を表しまた通風車は「ツワ」である。このため形式名「ツ」を冠する形式は年月により通風車と土運車の異なった車種を示す為注意が必要である。
有蓋車の一種であるが、車体側面や床面に多数の通風用ルーバーを設け、屋根上にも多数の通風器を設置して車内の風通しをよくしており、走行中常に換気しながら走行できるのが特徴である。車両によっては側面に設けられたシャッターを閉じることで普通の有蓋車として使用できる車両もあった（ツ2500形・ツ4000形など。この場合、車体には「ツワ」と標記）。荷室内に折り畳み式の棚を設けたものもあった。
主に野菜や果物などの生鮮食料品の輸送に用いられた。青果物はアセトアルデヒドやエチレンなどのガスを発生するものや高温に弱いものが多く、輸送中も呼吸を行うことで車内温度が上がり通常の有蓋車を使い密閉した状態で輸送すると傷みやすいため、通風車を用いた。しかし車輛の構造上通常の有蓋車と比較して雨水が侵入しやすく車体の腐食が進みやすいこと、鉄道貨物そのものが速達性に難点があり生鮮食品の輸送に不向きだったことから、モータリゼーションが進んだ昭和40年代よりトラックやコンテナ輸送への移行が進み、1985年にツム1000形が形式消滅したことにより、国鉄から種別が消滅した。
なお、鉄道用通風コンテナの記号は「V」（Ventilation）。こちらはスリットが開閉式になっている。

## 形式一覧
全て二軸車であり、ボギー車が製造されなかったのは市場取引単位が小さかった為である。
- ツ1形（10トン積み）
- ツ100形（10トン積み）
- ツ400形（10トン積み）
- ツ700形（12トン積み）
- ツ1000形（10トン積み）
- ツ1300形（10トン積み）
- ツ1400形（10トン積み）
- ツ2000形（10トン積み）
- ツ2500形（10トン積み）
- ツ4000形（10トン積み）
- ツム1形（15トン積み）
- ツム1000形（15トン積み）